# Upplands Väsby och Sollentuna
Upplands Väsby och Sollentuna er et byområde med 149.088 indbyggere (31.12.2019) beliggende i Stockholms län og samtidig Sveriges femtestørste by. Byen opstod som nyt samlet byområde, da det svenske Statistiska centralbyrån i 2016 lavede en ny afgrænsning af Stockholm-regionens nordlige byområder, hvorved dele af Stockholms forstadsomegn samt byerne Upplands Väsby og Sollentuna smeltede sammen. Området udskiltes samtidigt fra Stockholms byområde til en geografisk selvstændig by. I realiteten fungerer Upplands Väsby och Sollentuna som en samling af forstæder til den svenske hovedstad, idet der jævnligt går bybusser og pendlertog ind til Stockholm.

## Upplands Väsbys centrum
Dele af den industri der fandtes i Upplands Väsby ved stationen, kan skimtes syd for kvarteret Messingen hvor firmaet Optimus AB blev skabt i 1908. I de tidligere industrilokaler findes nu anden virksomhed, bl.a. Väsby Konsthall. I dag er de oprindelige bygninger blevet revet ned og har givet plads til boliger og et gymnasie, Väsby Nya Gymnasium, der stod klar ved elevernes skolestart i august 2011. Øst for stationen et par hundrede meter ind ad Centralvägen, finder man bl.a. Kulturhuset Vega, Väsbyskolan og, lidt længere inde, Upplands Väsbys centrum med shoppingcenter, plejecenter og kommunekontor.
Bydelens centrum åbnedes for offentligheden i 1972. Forskellige om- og tilbygninger har siden forandret centret gennem årene, og i dag indeholder det en række butikker med et stort udvalg af tøj, elektronik, skønhedsprodukter, helsekost, bøger, blomster, mad og smykker samt enkelte restauranter.  Centerkomplekset ejedes bl.a. af Väsbyhem, som i 2001 solgte det til Doughty Hanson & Co European Real Estate. Fra december 2004 og frem til juni 2011 blev centret drevet af det fransk-hollandske ejendomsfirma Unibail-Rodamco, hvorefter det britiske familiefirma Grosvenor optog det i en handel, der også omfattede andre butikker.

## Sollentunas centrum
Et butikscenter med bydelens navn blev indviet af den svenske konge d. 13 november 1975.  I årene 2007-2010 skete der en udbygning og en modernisering af Sollentuna Köpcentrum, og ved udgangen af 2010 var centrets areal fordoblet. Det ejes nu af Thon Property AB og er blandt Stockholm-regionens største butikscentre med ca. 120 butikker og 1.500 parkeringspladser. Et egentligt bycentrum med et nyt cityboligområde i tilknytning til butikscentret, Sollentuna Centrum, er ligeledes blevet opført, og Sollentunavägen er snævret ind fra fire- til to vejbaner.
Storcentret har fire forskellige strøggader, hver med deres eget udtryk i farve, form og butiksudvalg. Centralt i centret samlet omkring et vandfald og omgivet af restauranter, ligger Oasen med palmer og andre eksotiske planter.
Sollentuna Centrum blev i juni 2011 kåret som vinder af den internationale konkurrence ICSC Shopping Centre Awards som fandt sted ved en overrækkelsesceremoni i Paris.

## Byområdets inddeling
| Kommune               | Area (ha) | Befolkning | Områder som indgår i Upplands Väsby och Sollentuna |
| --------------------- | --------- | ---------- | -------------------------------------------------- |
| Stockholms kommun     | 535       | 33.976     | Norra Järva (Akalla, Husby, Kista, Ärvinge)        |
| Sollentuna kommun     | 2.533     | 68.113     | Alle områder undtagen Sjöberg                      |
| Solna kommun          | 67        | 6          | Sörentorp undtagen Polishögskolan                  |
| Upplands Väsby kommun | 1.552     | 44.007     |                                                    |